# 相模原市立大野台中学校
相模原市立大野台中学校（さがみはらしりつ おおのだいちゅうがっこう）は、神奈川県相模原市南区大野台八丁目にある公立中学校。

## 通学区域
- 相模原市南区[1]
  - 大野台4丁目1番〜27番
  - 大野台5丁目2番~8番・10番・11番
  - 大野台6丁目
  - 大野台7丁目
  - 大野台8丁目
  - 西大沼1丁目
  - 西大沼2丁目
  - 西大沼3丁目
  - 西大沼4丁目
  - 東大沼1丁目1番〜16番・19番・20番

## 進学前小学校
- 相模原市南区
  - 相模原市立大沼小学校（一部は相模原市立麻溝台中学校・相模原市立大野南中学校へ）
  - 相模原市立大野台小学校
  - 相模原市立大野台中央小学校（一部は相模原市立由野台中学校へ）